# East St. Louis
East St. Louis è un comune (city) degli Stati Uniti d'America della contea di St. Clair nello Stato dell'Illinois. La popolazione era di 27 006 abitanti al censimento del 2010.
East St. Louis si trova di fronte alla città di St. Louis (Missouri), sulla riva est del fiume Mississippi. La città si trova all'interno della regione nota come Metro East, che comprende gli stati dell'Illinois e del Missouri, nella parte orientale della regione metropolitana della Greater St. Louis.
East St. Louis è una delle città più povere dell'Illinois. Il declino dell'industria pesante ha causato disoccupazione elevata. La popolazione della città è ora in gran parte composta da afroamericani (97,96%).

## Geografia fisica
Secondo lo United States Census Bureau, la città ha una superficie totale di 37,22 km², dei quali 36,24 km² di territorio e 0,98 km² di acque interne (2,64% del totale).

## Società

### Evoluzione demografica
Secondo il censimento del 2010, c'erano 27 006 abitanti.

### Etnie e minoranze straniere
Secondo il censimento del 2010, la composizione etnica della città era formata dallo 0,89% di bianchi, il 97,96% di afroamericani, lo 0,1% di nativi americani, lo 0,1% di asiatici, lo 0,01% di oceanici, lo 0,11% di altre razze, e lo 0,83% di due o più etnie. Ispanici o latinos di qualunque razza erano lo 0,49% della popolazione.